# Apulon
Apulon —també anomenada Apoulon, Apula o Apulum— era una ciutat fortalesa dàcia propera a la moderna Alba Iulia (Romania). Apulon deriva del nom llatí d'Apulum. Molts arqueòlegs creuen que la ubicació exacta són les fortificacions dàcies a la part superior de Piatra Craivii, Craiva, Cricău, aproximadament 20km al nord d'Alba-Iulia.
Apulon era un important centre polític, econòmic i social daci, la capital de la tribu Apuli. Va ser mencionat per primera vegada pel geògraf grec antic Ptolemeu a la seva Geographia, amb el nom d'Apulon. També es representa a la Tabula Peutingeriana com una ciutat important anomenada Apula, a la cruïlla de dues rutes principals: una que ve de Blandiana i l'altra d'Acidava. Les dues carreteres es fusionen a Apula, amb la següent parada de la ruta a Brucla.
Després que la part sud de Dacia es convertís en una província de l'Imperi Romà, s'hi establí la capital del districte Dacia Apulensis i la ciutat es coneixia com a Apulum. Apulum va ser un dels centres més grans de la Dàcia romana i la seu de la XIII Legió Gemina. La castra d'Apulum és la més gran de Romania, ja que ocupa 37,5 ha (750 x 500 m ²).

## Galeria

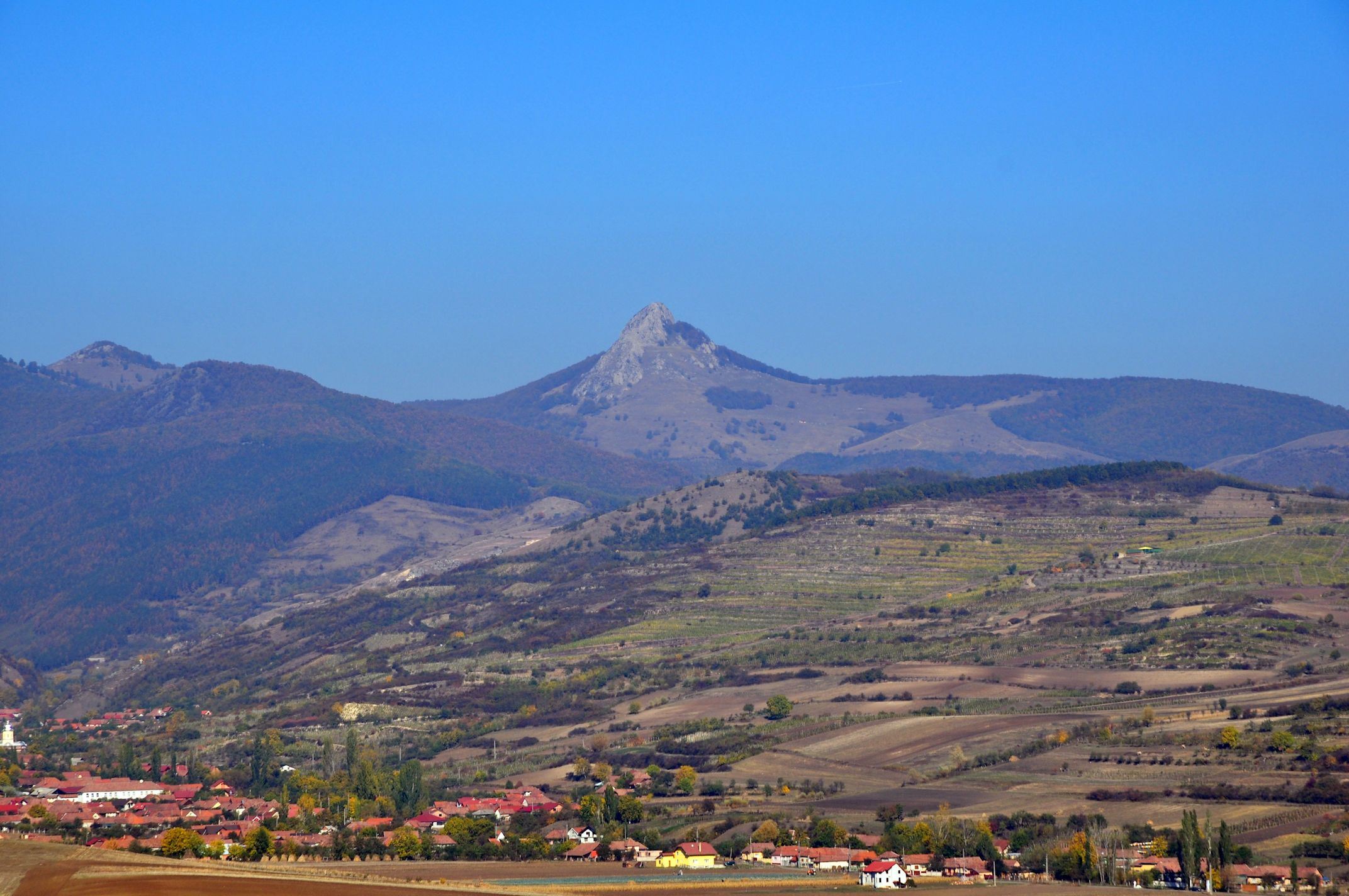
Vista des del turó de Măgulici, Ighiu
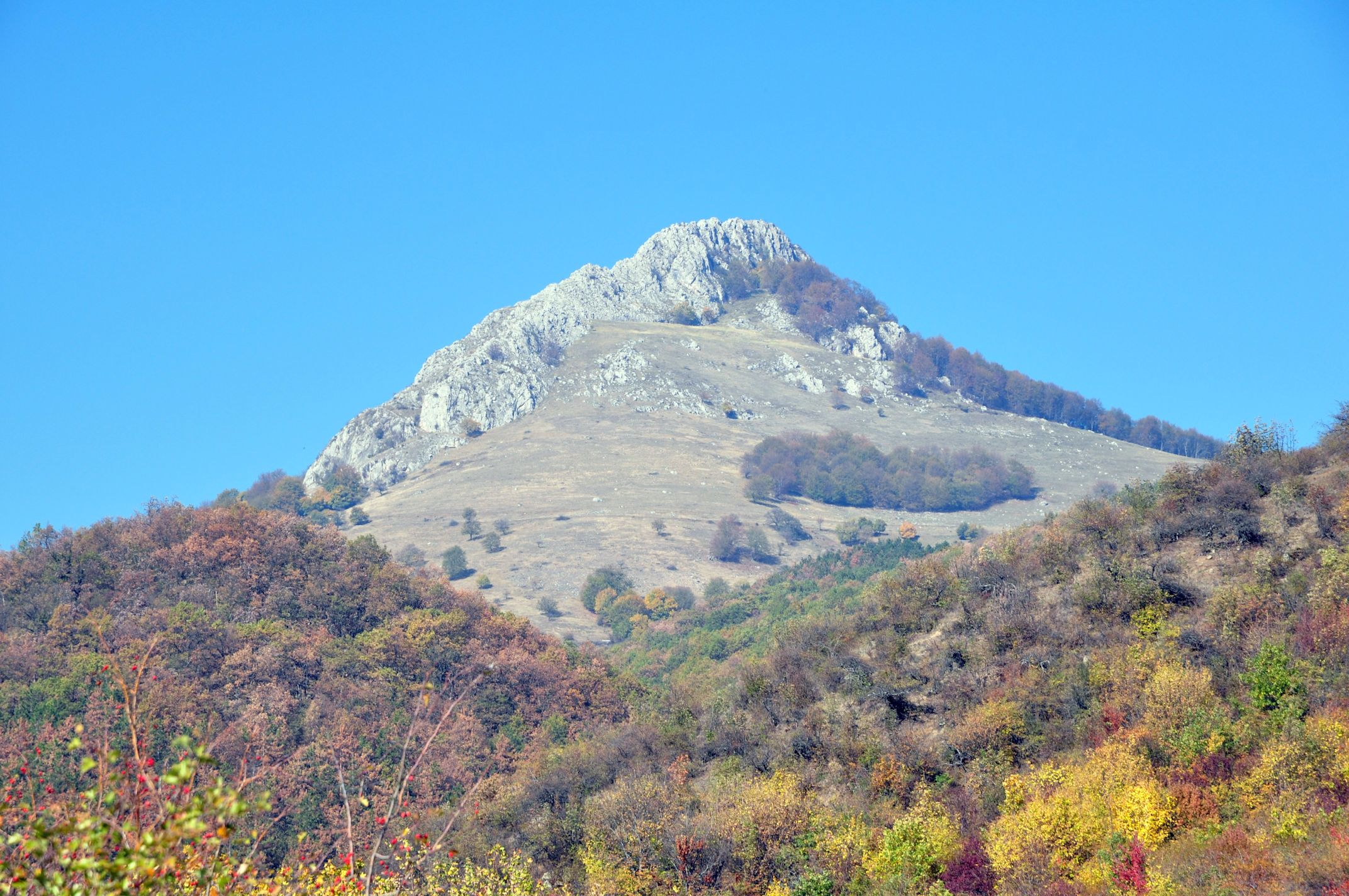
Vista des de la vall de Craiva
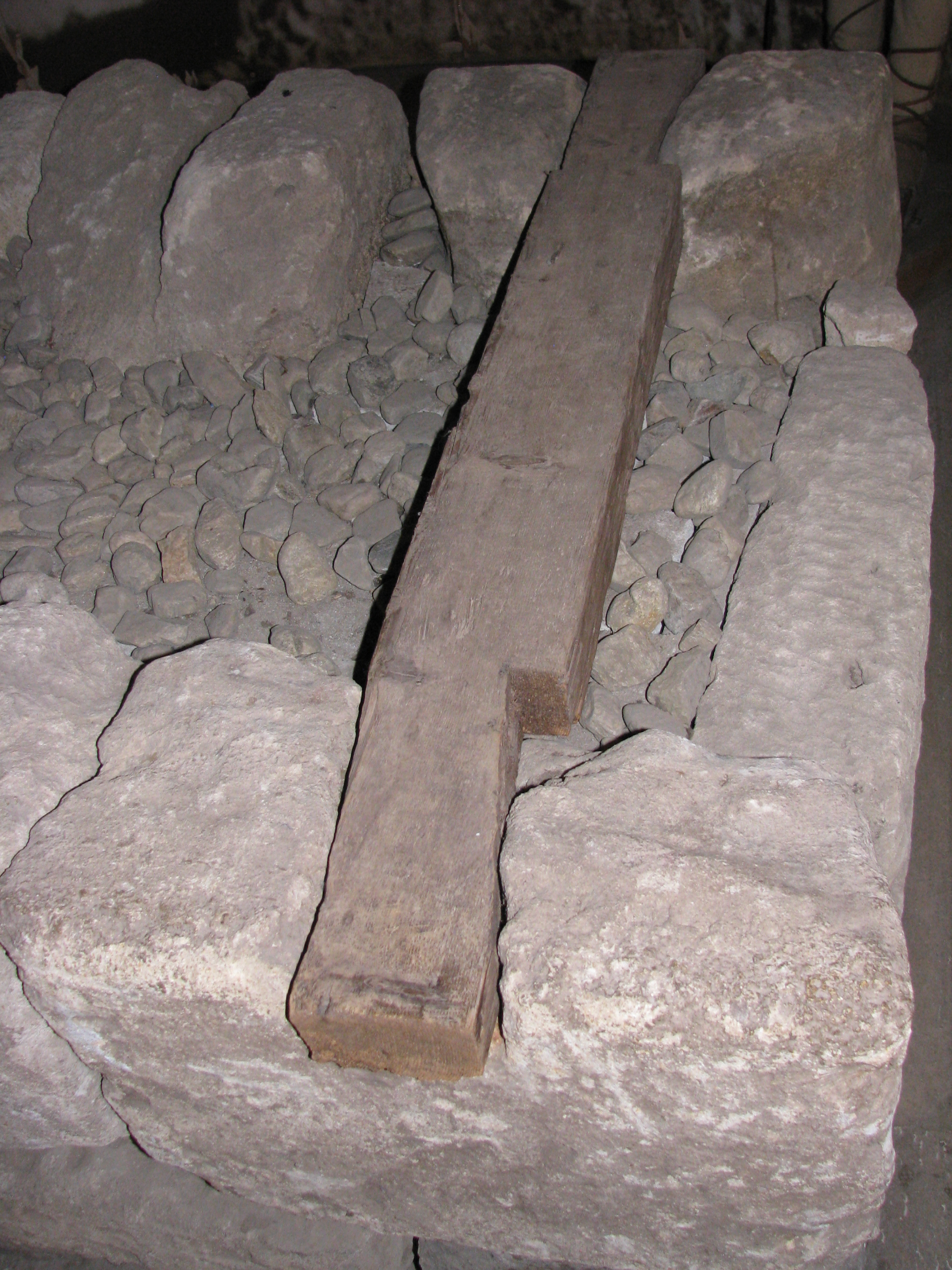
Mur de la fortalesa dacia Piatra Craivii exposada al Museu Nacional de la Unió, Alba Iulia
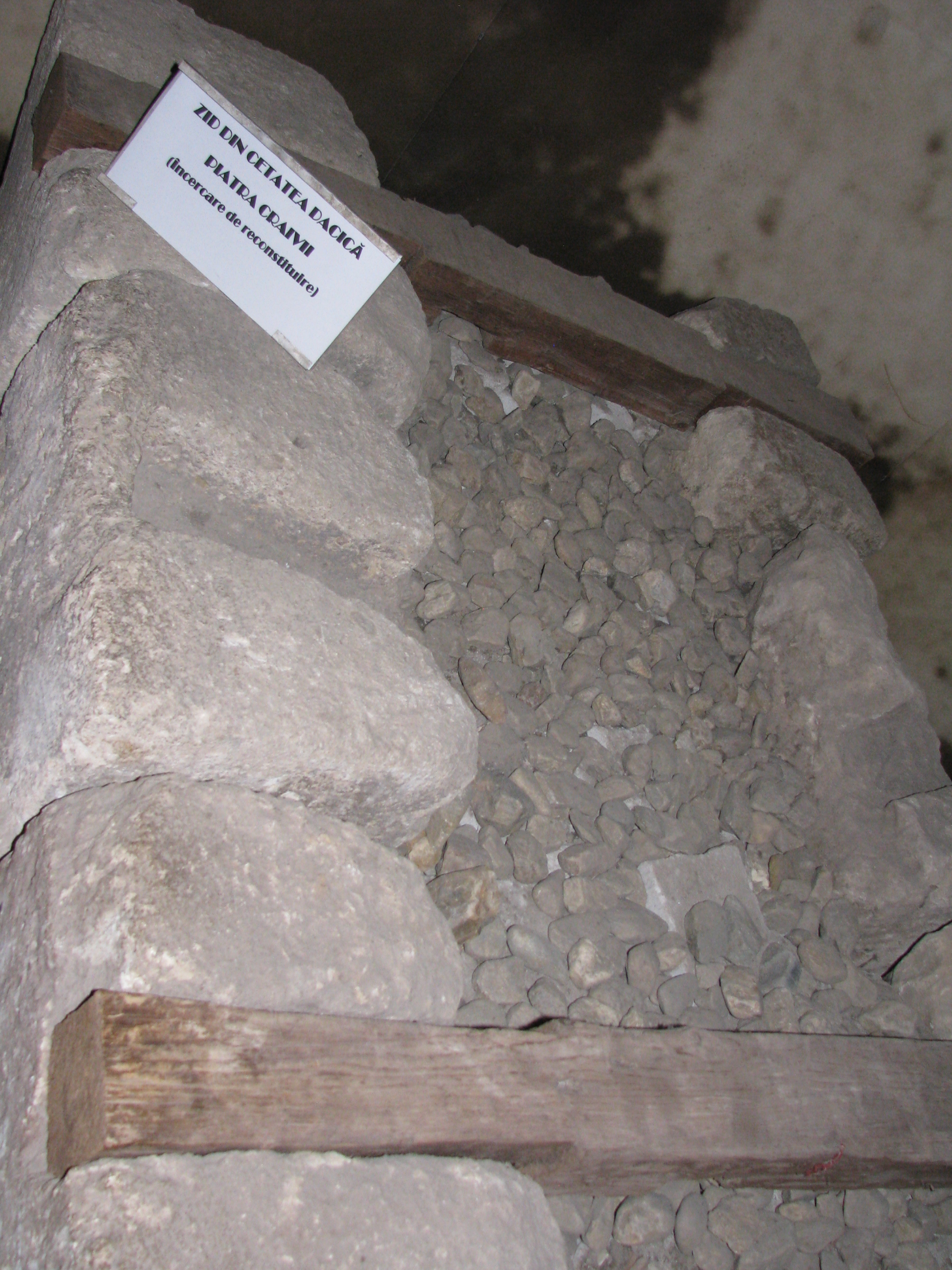
Mur de la fortalesa dàcia Piatra Craivii
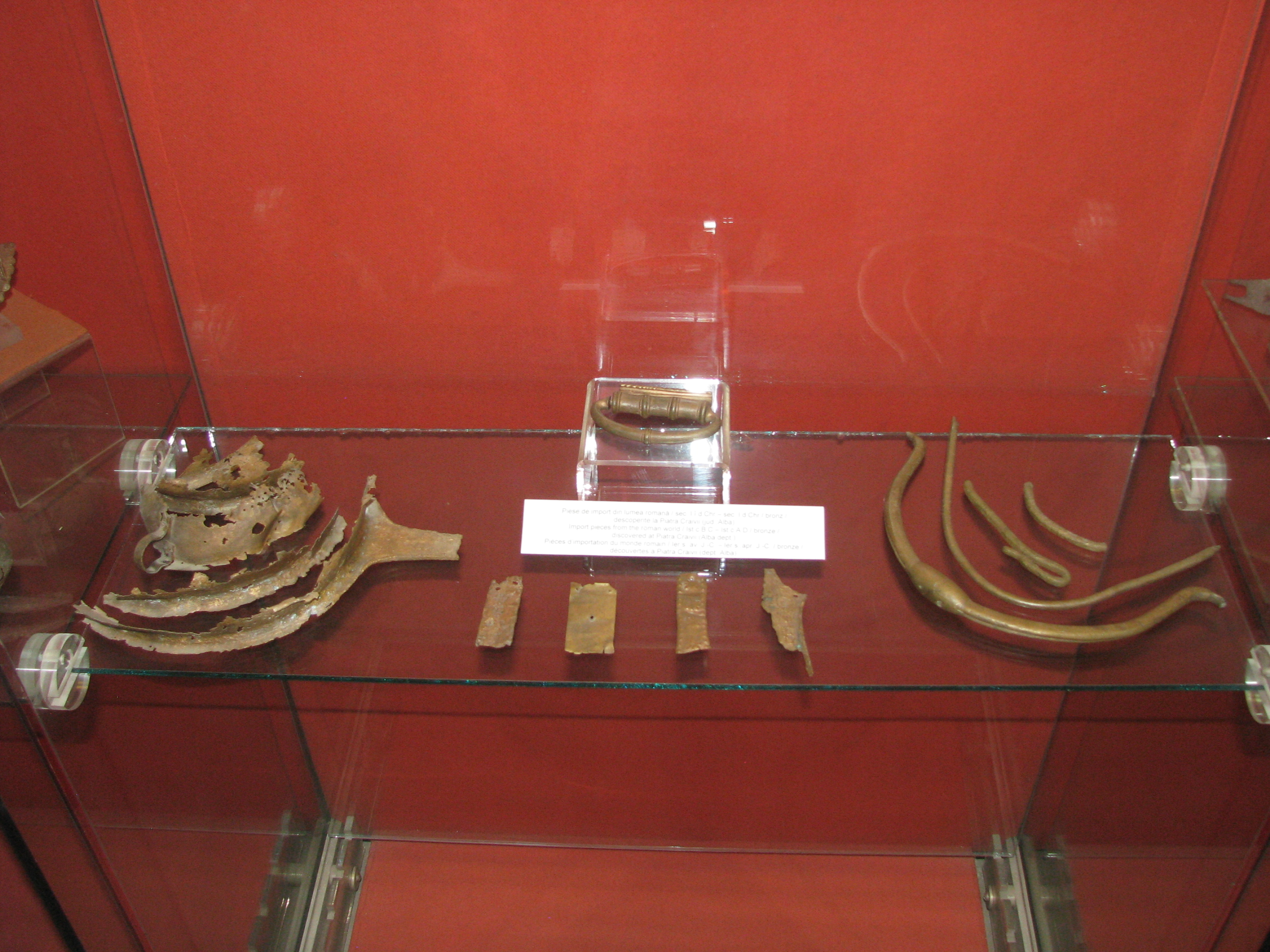
Importeu articles del món romà trobats a l'assentament daci de Piatra Craivii,
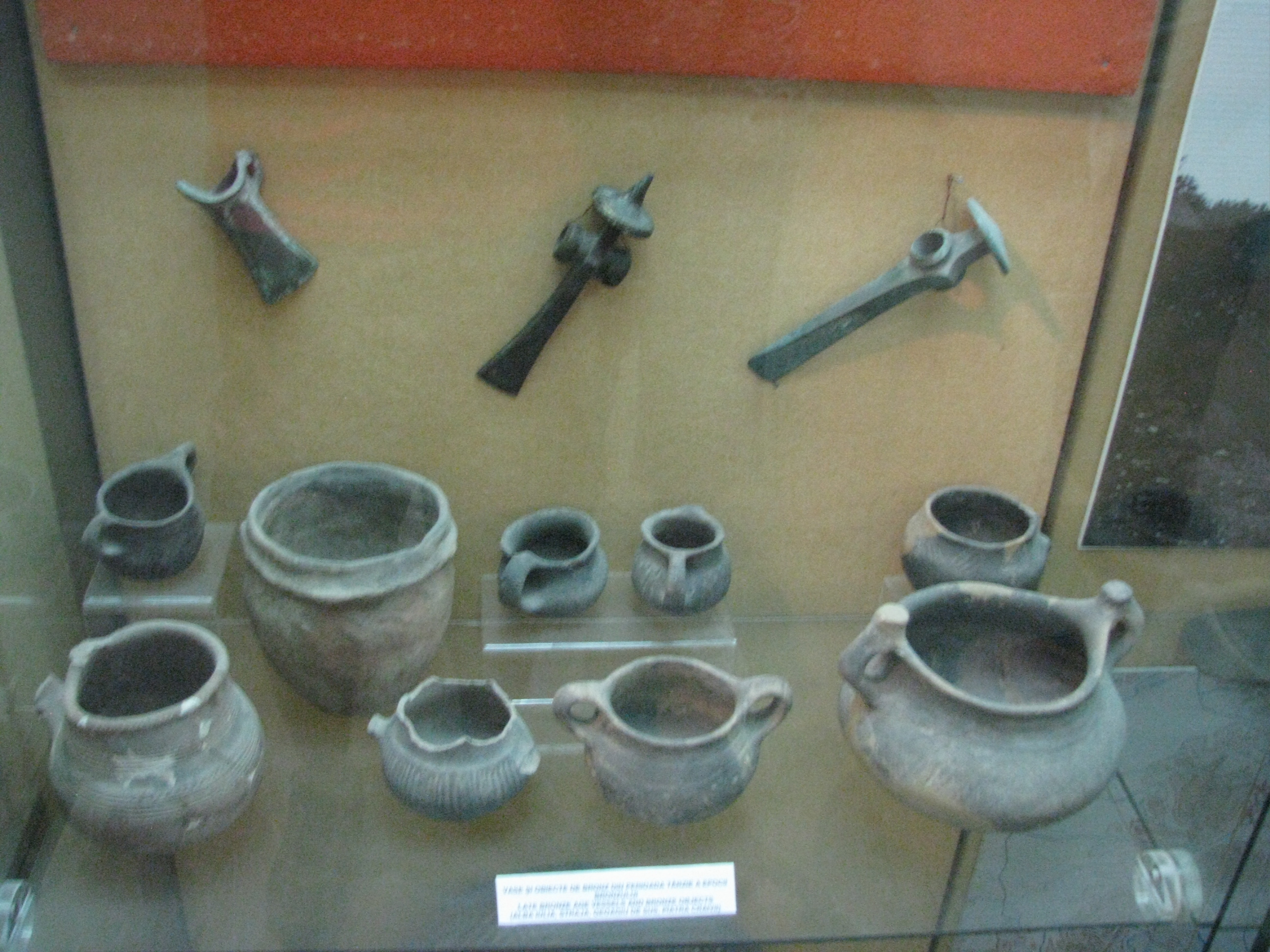
Vaixells i objectes de bronze de l'edat del bronze final, procedents de diversos llocs del comtat d’Alba, inclòs Piatra Craivii
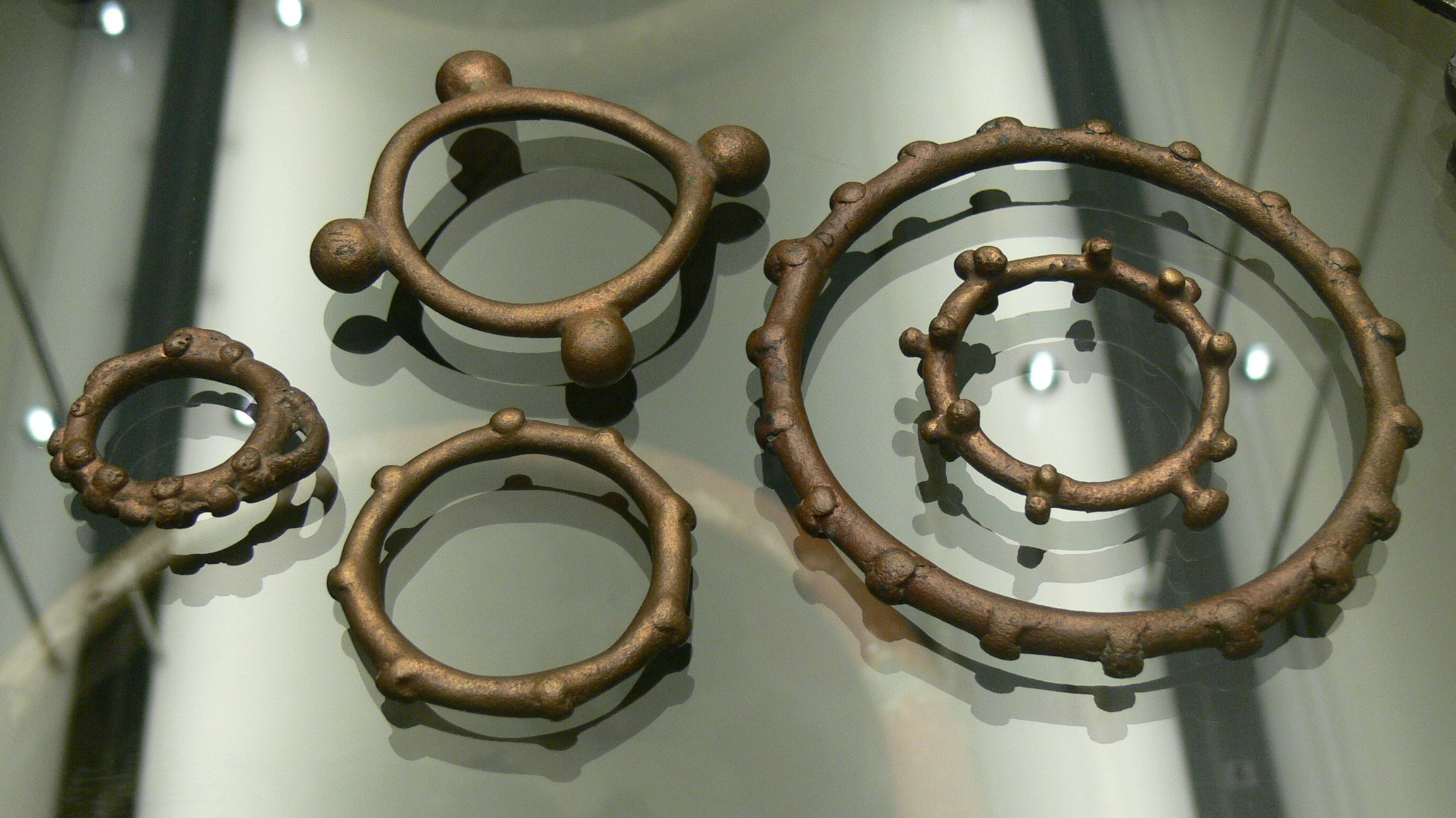
Anells de bronze daci (segle I aC) trobats al lloc - exposats al Museu Romà de Manching.